# Instytut Budownictwa, Mechanizacji i Elektryfikacji Rolnictwa
Instytut Budownictwa, Mechanizacji i Elektryfikacji Rolnictwa (IBMER) – były naukowy instytut branżowy założony w 1948 w Warszawie. Z dniem 1 stycznia 2010 po połączeniu z Instytutem Melioracji i Użytków Zielonych przekształcony w Instytut Technologiczno-Przyrodniczy w Falentach.
Główne kierunki działalności naukowo-badawczej:
- doskonalenie zmechanizowanych energooszczędnych technologii produkcji roślinnej i zwierzęcej,
- projektowanie i testowanie zespołów oraz maszyn wraz z ich certyfikacją,
- badania i ocena ekonomiczna produkcji rolnej,
- projektowanie i badania maszyn oraz budynków inwentarskich,
- projektowanie i badanie urządzeń do zaopatrzenia wsi w wodę oraz oczyszczania i zagospodarowania ścieków,
- projektowanie i badania w zakresie zaopatrzenia gospodarstw w energię elektryczną oraz pochodzącą ze źródeł odnawialnych,
- automatyzowanie maszyn do produkcji roślinnej, zwierzęcej oraz w magazynach i przechowalniach produktów rolnych,
- inżynieria materiałowa w regeneracji i naprawach maszyn spożywczych i rolniczych.

W 1976 instytut zostały odznaczony Orderem Sztandaru Pracy II klasy.